# Габерке
Габерке (словен. Gaberke) — поселення в общині Шоштань, Савинський регіон, Словенія. Висота над рівнем моря: 387,3 м.